# Theristus oistospiculum
Theristus oistospiculum is een rondwormensoort uit de familie van de Xyalidae.